# Chamonixia
Chamonixia Rolland (borowiczka) – rodzaj grzybów z rodziny borowikowatych (Boletaceae).

## Charakterystyka
Chamonixia ma owocnik gasteroidalny, gąbczasty, włóknisty, biały, po zgnieceniu często zmieniający kolor na niebieski. Hymenofor znajduje się w niewielkich, okrągłych lub owalnych komorach, początkowo bladobrązowych. Podstawki są przeważnie 4-zarodnikowe, eliptyczne, brązowe, z 6–12 dużymi, tępymi i podłużnymi, pokrytymi nieregularnymi grzbietami bazydiosporami.
W 2024 r. Index Fungorum wymienił 5 gatunków rodzaju Chamonixia. Lebel i in. w 2012 r. przeprowadzili analizę morfologiczną i filogenetyczną gatunków Chamonixia i stwierdzili ich pokrewieństwo z Leccinum i Leccinellum.

## Systematyka i nazewnictwo
Pozycja w klasyfikacji według Index Fungorum: Boletaceae, Boletales, Agaricomycetidae, Agaricomycetes, Agaricomycotina, Basidiomycota, Fungi.
Takson utworzył w 1899 roku Léon Louis Rolland. Jego typem nomenklatorycznym jest Chamonixia caespitosa Rolland. Polską nazwę podał Władysław Wojewoda w 2003 r.
Gatunki występujące w Polsce:
- Chamonixia caespitosa Rolland 1899 – borowiczka niebieszczejąca

Nazwy naukowe na podstawie Index Fungorum. Wykaz gatunków i nazwy polskie według W. Wojewody.